# ماسکوی (کالیفرنیا)
ماسکوی (به انگلیسی: Muscoy) یک منطقهٔ مسکونی در ایالات متحده آمریکا است که در شهرستان سن برناردینو، کالیفرنیا واقع شده‌است. ماسکوی ۸٫۱۵۰ کیلومتر مربع مساحت و ۱۰٬۶۴۴ نفر جمعیت دارد و ۴۲۳ متر بالاتر از سطح دریا واقع شده‌است.